# Édouard Pape
Ne doit pas être confondu avec Édouard Paape.
Pour les articles homonymes, voir Pape (homonymie).
Édouard Pape est un expert en objets d’art anciens, problémiste, écrivain et collectionneur français.

## Biographie
Né dans le 9e arrondissement de Paris en 1870, Édouard, Alfred Pape est le fils de Frédéric Pape (fabricant de pianos) et Camille Delouche. Il est le frère de la championne de France Louise Pape,.
Il devient expert près le tribunal de première instance de la Seine en octobre 1912. Il est spécialisé en objets d’art anciens et, à ce titre, a dirigé plusieurs ventes publiques, notamment à l'hôtel Drouot,. Ses propres collections (aussi bien composées de tableaux anciens, d'aquarelles, de porcelaines que de mobilier) s'y sont d'ailleurs vendues en 1938 et 1943,.
Ayant fait ses classes de 1891 à 1894, il est mobilisé pour la Première Guerre mondiale d'août 1914 à décembre 1918.

### Carrière échiquéenne
Problémiste réputé,,, Édouard Pape s'est spécialisé dans les mats en deux coups et est régulièrement récompensé dans les concours internationaux de problèmes,.
Il a publié ses compositions échiquéennes dans plusieurs journaux et revues, notamment dans la rubrique « Récréation du poilu » du Bulletin des armées de la République et, à la demande de la Fédération française des échecs, il a réalisé un fascicule d'initiation à l'attention des joueurs débutants en 1932. En 1923, il a également rédigé un roman policier sur le thème échiquéen, La variante F.VIII du gambit camulogène,.
Joueur au Café de la Régence, Édouard Pape a participé à plusieurs simultanées face à de célèbres adversaires et a notamment gagné ses parties contre :
- David Janowski[16] et Harry Nelson Pillsbury[17] en 1900,
- Ossip Bernstein en 1907[18],
- José Raúl Capablanca en 1926[19],[20].

Il a présidé l'Union des problémistes de France, et a été vice-président du magazine américain Good Companion Chess Problem Club de Philadelphie.
En septembre 1921, il est mis à l'honneur dans l'American Chess Bulletin avec une photo de lui jouant aux échecs sur la Tour Eiffel,.
En 1923, il a affronté André Muffang lors d'une partie d'échecs vivante jouée à Compiègne,,.

## Décoration
- Chevalier de la Légion d'honneur (1928)[26]

## Publications
- Édouard Pape, La variante F.VIII du gambit camulogène, Paris, Lahure, 1923, 176 p.
- Édouard Pape, La Première leçon d'échecs, Paris, Fédération française des échecs, 1932, 12 p.

### Articles
- (en) « With chessboard on the Eifel Tower », American Chess Bulletin, vol. XVIII, no 7,‎ septembre 1921, p. 163 (lire en ligne, consulté le 29 mai 2021).
- Louis Mandy, « Notice biographique d'Édouard Pape », Pat, no 16,‎ février 1937, p. 163.
- Gaston Balbo, Le courrier des échecs, décembre 1979, p. 394

### Ouvrages
- François Le Lionnais et Ernst Maget, Dictionnaire des échecs, Paris, PUF, 1974, p. 284
- (en) Jeremy Gaige, Chess Personalia : A Biobibliography, McFarland & Company, 1987, p. 319
- Nicolas Giffard et Alain Biénabe, Le nouveau guide des échecs : traité complet, Éditions Robert Laffont, 2009, 1701 p. (ISBN 9782221110133), p. 1570